# Supstituisani fenetilamin
Supstituisani fenetilamini su organski hemijski molekuli koji su derivati fenetilamina. Fenetilamini se sastoje od fenilnog prstena, etilnog bočnog lanca, i amino grupe. Kod supstituisanih fenetilamina, fenilni prsten, bočni lanac i/ili amino grupa su modifikovani putem zamene jednog od atoma vodonika.
Neki psihoaktivni lekovi, uključujući stimulanse, psihodelike, opioide, i entaktogene, prvenstveno deluju putem modulacije monoaminskih neurotransmiternih sistema. Drugi, kao što su dopamin i epinefrin su neurotransmiteri. Supstituisani fenetilamini obuhvataju supstituisane amfetamine, supstituisane metilendioksifenetilamine i veliku grupu alkaloida izvedenih iz fenetilamina. Oni obuhvataju tetrahidroizohinoline, benzilizohinoline, protoberberine, aporfine, morfinane, protopine i narkotine.p. 74